# Volker Schenk
Volker Schenk (* 18. Februar 1976) ist ein ehemaliger deutscher Footballspieler. Einer breiteren Öffentlichkeit wurde er als Kommentator in der Sendung ran Football bekannt.

## Laufbahn
Schenk begann mit 14 Jahren mit American Football. Er spielte in der Football-Bundesliga für die Munich Cowboys. In der Saison 1994 spielte er für die Munich Thunder in der Football League of Europe (FLE). In der Saison 1997 absolvierte er Spiele für die Frankfurt Galaxy in der World League of American Football.
Mit Deutschlands Nationalmannschaft wurde der in der Verteidigung eingesetzte Schenk bei der Europameisterschaft 2000 Zweiter.
Im Laufe der Saison 2006 übernahm er mit Markus Schuster als Trainer die Leitung der Munich Cowboys und war dabei für die Koordinierung der Verteidigung zuständig. 2017 wurde der Diplom-Kommunikationswirt Stadionsprecher des Erstligisten Frankfurt Universe, 2018 war er zeitweilig in derselben Funktion für die Braunschweig Lions tätig. Im Oktober 2018 erhob er gegenüber der mittlerweile bankrotten Mannschaft Frankfurt Universe den Vorwurf, die für seine Stadionsprechertätigkeit ausgemachten Vergütungen nur zu einem geringen Teil erhalten zu haben.
Als Kommentator und Football-Fachmann war Schenk bei Fernsehübertragungen bereits für unterschiedliche Sender und Anbieter tätig, darunter DAZN, Eurosport, ProSieben Maxx und ran.de. Des Weiteren arbeitet er als Moderator, Vortragsredner sowie als Motivations- und Karrieretrainer für Einzelpersonen und Unternehmen.